# 伍尔皮特
伍爾皮特（Woolpit）是英國薩福克郡的一個村莊及民政教區，位於斯托馬基特和伯里聖埃德蒙茲中間，人口約2000。該地以伍尔皮特的绿孩傳說知名。
其名最早出現於10世紀，稱“Wlpit”、“Wlfpeta”。這兩詞來自古英語“wulf-pytt”，意思是“捕捉狼的陷阱”。

## 外部連接
- Lady's Well of Woolpit （页面存档备份，存于）
- Village website （页面存档备份，存于）
- Lady Well spring （页面存档备份，存于）
- St Mary's church website （页面存档备份，存于）